# Tony Barton (football)
Pour les articles homonymes, voir Tony Barton et Barton.
Anthony Edward Barton dit Tony Barton est un footballeur puis entraîneur anglais, né le 8 avril 1937 à Sutton et mort le 20 août 1993. Il évolue au poste d'attaquant au sein des clubs de Fulham FC, Nottingham Forest et Portsmouth FC.
Devenu entraîneur, il dirige notamment Aston Villa qui remporte sous ses ordres la Coupe des clubs champions européens en 1982.

## Biographie
Il est l'entraîneur d'Aston Villa lorsque le club de Birmingham remporte la Coupe des clubs champions européens en 1982 en battant le Bayern Munich en finale. Barton venait d'être nommé entraîneur de Villa trois mois plus tôt en remplacement de Ron Saunders.
Auparavant, il avait eu une carrière de joueur à Fulham FC, Nottingham Forest et Portsmouth FC.
Après le triomphe de 1982, Barton enchaîne par une victoire en Supercoupe de l'UEFA l'année suivante mais les résultats d'Aston Villa en championnat ou en coupe ne sont faibles et Barton est remercié à la fin de la saison 1983-1984. Il entraîne alors Northampton Town durant la saison 1984-1985 mais doit renoncer à son métier après un infarctus en avril 1985. Il devient alors l'assistant de Chris Nicholl à Southampton puis exerce encore une saison au sein de la direction technique de Portsmouth. 
Il meurt d'une crise cardiaque le 20 août 1993 à l'âge de 56 ans.